# Resolució 370 del Consell de Seguretat de les Nacions Unides
La Resolució 370 del Consell de Seguretat de les Nacions Unides, aprovada el 13 de juny de 1975, va ampliar l'estacionament de la Força de les Nacions Unides pel Manteniment de la Pau a Xipre durant uns altres 6 mesos fins al 15 de desembre de 1975. Aquesta extensió es va produir després de la invasió turca de Xipre i el Consell va instar al Secretari General de les Nacions Unides a continuar amb la missió de bons oficis que li va ser confiat per la resolució 367 i presentar un informe provisional al 15 de setembre i una definitiva no més tard del 15 de desembre.
La resolució va ser aprovada per 14 vots contra cap, mentre que la República Popular de la Xina no va participar en la votació.